# Miloš Vacín
Miloš Vacín (8. září 1940 – 6. dubna 2020) byl český fotbalista, obránce a útočník.

## Fotbalová kariéra
Začínal v Lokomotivě Plzeň. V československé lize hrál za Škodu Plzeň. Nastoupil v 57 ligových utkáních a dal 8 gólů.

## Ligová bilance
| Ročník                                   | Zápasy | Góly | Klub          |
| ---------------------------------------- | ------ | ---- | ------------- |
| 1. československá fotbalová liga 1961/62 | 13     | 3    | Spartak Plzeň |
| 1. československá fotbalová liga 1962/63 | 19     | 5    | Spartak Plzeň |
| 1. československá fotbalová liga 1967/68 | 24     | 0    | Škoda Plzeň   |
| 1. československá fotbalová liga 1970/71 | 1      | 0    | Škoda Plzeň   |
| CELKEM                                   | 57     | 8    |               |